# محمد عبد الحميد بيضون
محمد عبد الحميد بيضون (5 فبراير 1952 - 17 مايو 2022)، هو سياسي لبناني، شغل منصب عضو في مجلس النواب اللبناني في الفترة الممتدة من سنة 1992 حتى 2005. كما شغل منصب وزير الكهرباء والطاقة لفترة طويلة في لبنان.

## حياته ودراسته
ولد في محلة الباشورة في بيروت عام 1952 من عائلة شيعية تعود بأصولها إلى جنوب لبنان. تابع دراسته وحصل على درجة البكالوريوس في الرياضيات من الجامعة اللبنانية وعلى درجة الدكتوراه في الرياضيات من جامعة كلود برنار في ليون - فرنسا.

## عمله المهني والسياسي
عمل أستاذًا رياضيات في الجامعة اللبنانية في الفترة من سنة 1976 إلى 1988. في عام 1980 أصبح مسؤولًا بارزًا في حركة أمل، ثم أصبح عضوًا في المكتب السياسي للحركة المذكورة في عام 1982. انتخب رئيسًا للمكتب السياسي في حركة أمل يوم 14 أكتوبر 1998، وترأس مجلس الحركة في الجنوب ما بين سنتي 1985 و1991. في عام 1991 عُيين نائبًا في البرلمان اللبناني، ثم انتخب نائبًا أصيلًا في الانتخابات اللبنانية في العام 1992 والعام 1996 عن المقعد الشيعي في قضاء صور، كما فاز بمقعده في الانتخابات العامة التي جرت في العام 2000.

## في الوزارات اللبنانية
- تولى منصب وزير الإسكان والتعاونيات في حكومة عمر كرامي من 24 ديسمبر 1990 حتى 10 مايو 1992.
- عين وزيرًا للموارد المائية والكهربائية في حكومة رشيد الصلح من 16 مايو 1992 ولغاية 30 أكتوبر 1992.
- عين وزيرًا في حكومة سليم الحص من عام 1998 إلى عام 2000.[7]
- عين وزيرًا للموارد الكهربائية والمائية في حكومة رفيق الحريري في أكتوبر 2000.[8]
- عام 2003 خرج من الوزارة بعدما فُصل من حركة أمل.[9]